# Diligite iustitiam qui iudicatis terram
La locuzione latina Diligite iustitiam qui iudicatis terram, tradotta letteralmente, significa amate la giustizia, voi che siete giudici in terra. (Sapienza, I, 1).
Sono le parole con cui inizia il libro della Sapienza, attribuito a Salomone, e costituiscono un monito divino e universale ai governanti dei popoli. Per esempio a Siena, nel Palazzo Pubblico, Gesù Bambino è stato dipinto da Simone Martini nella Sala del Consiglio con questa locuzione nella mano.  
Nel XVIII canto del Paradiso della Divina Commedia di Dante Alighieri gli spiriti giusti nel cielo di Giove cantano e volano disponendosi in modo da formare lettere che compongono la frase Diligite iustitiam qui iudicatis terram, di cui l'M finale prende figura d'aquila.
La città lituana di Kaunas ha la frase come suo motto.